# Reichenau (zámek)
Zámek Reichenau (nebo počeštěně též Rychnov), německy Schloss Reichenau je zámek v dolnorakouské obci Rychnov na Rakousu.

## Historie
Zdejší sídlo bylo poprvé zmíněno roku 1256 v souvislosti šlechtických služebníků pánů von Pitten-Klamm, kteří získali vlastnická práva ke zdejšímu panství. Ta byla roku 1311 převedena na bratry Fallbachovy.
V roce 1333 koupil rychnovské panství a zámek vévoda Ota Habsburský zv. Veselý a zámek věnoval neuberskému klášteru. Cisterciáčtí mniši v Reichenau sídlili přes 450 let. Díky příznivému klimatu mnoho neuberských opatů často trávilo dnů na zámku Reichenau.
Roku 1784 přešlo panství Reichenau do vlastnictví innerberského hlavního cechu, který zámek využíval jako úřední sídlo a ubytování pro své vysoké úředníky.
Poslední majitelka Margarethe Bader-Waissnix zřídila v roce 1992 nadaci ve prospěch obce Reichenau. Účel nadace je zřízení kulturního centra. Ve shodě s nadací se v roce 2003 zámek Reichenau stal hlavním výstavním místem Dolnorakouské zemské výstavy. Také roku 2004 byla k vidění velká výstava ke „150 výročí Semmeringbahn“ (horská železnice) s názvem „Faszination Semmeringbahn“.